# ローバー級給油艦
ローバー級給油艦（英語: Rover class small fleet tanker）は、イギリス海軍補助艦隊が運用する小型艦隊給油艦（AOL）の艦級。イギリスではこの艦級を小型艦隊給油艦と称して、小規模部隊の補給活動に従事するものとし、本格的規模の艦隊に随伴する巨大艦級に対置する。5隻が建造された。

## 概要
貨油7,460 m3、真水325 m3、潤滑油70 m3、航空燃料600 m3を搭載できる。
船尾楼上には、長さ25.9メートル×幅15.55メートルのヘリコプター甲板を備えているが、ハンガーは無い。

## 同型艦
| #    | 艦名                               | 進水            | 就役           | 退役           | 備考                                                | リンク |
| ---- | ---------------------------------- | --------------- | -------------- | -------------- | --------------------------------------------------- | ------ |
| A268 | グリーン・ローバー RFA Green Rover | 1968年 12月19日 | 1969年 8月15日 | 1992年         | インドネシア海軍に売却 「アルン」 (903)として再就役 |        |
| A269 | グレイ・ローバー RFA Grey Rover    | 1969年 4月17日  | 1970年 3月10日 | 2006年 2月24日 | スクラップとして解体。                              |        |
| A270 | ブルー・ローバー RFA Blue Rover    | 1969年 11月11日 | 1970年 7月15日 | 1993年 2月23日 | ポルトガル海軍に売却 「ベリオ」 (A5210)として再就役 |        |
| A271 | ゴールド・ローバー RFA Gold Rover  | 1973年 3月7日   | 1974年 3月22日 | 2017年 3月6日  |                                                     |        |
| A273 | ブラック・ローバー RFA Black Rover | 1973年 10月30日 | 1974年 8月24日 | 2015年         | 解体処分のため係留中                                |        |